# Таукеханов Шамухан Джумаханович
Шамухан Джумаханович (Джанузакович) Таукеханов (17 вересня 1904, аул № 5 (Тере-аули) Павлодарського повіту Семипалатинської області, тепер Баянаульського району Павлодарської області, Республіка Казахстан — січень 1968, тепер Республіка Казахстан) — радянський діяч, прокурор Казахської РСР. Депутат Верховної Ради СРСР 1-го скликання. 

## Біографія
Народився в бідній селянській родині. З 1915 року по 1918 рік навчався в початковій аульній школі Баян-Аулу. З травня 1918 по травень 1919 року працював наймитом у заможних селян в Баян-Аульській волості Павлодарського повіту.
З 1921 року по 1923 рік навчався в Семипалатинській губернській радпартшколі.
З 1923 по 1924 рік працював завідувачем політпросвітнього відділу Каркаралінського повітового комітету комсомолу. У 1924 році — відповідальний секретар Екібастузького районного комітету ЛКСМ. У 1924—1925 роках — завідувач відділу Павлодарського повітового комітету ЛКСМ. Закінчив школу політичної грамоти 1-го ступеня.
Член РКП(б) з червня 1924 року.
З лютого по жовтень 1925 року працював інструктором Семипалатинського губернського комітету ЛКСМ, з жовтня 1925 по липень 1926 року — відповідальним секретар повітового комітету ЛКСМ, з липня 1926 по 1927 рік — завідувачем економічного відділу Семипалатинського губернського комітету ЛКСМ.
У 1927 році — завідувач агітаційно-пропагандистського відділу Заводово—Затонського районного комітету ВКП(б) міста Семипалатинська. У 1927—1928 роках — голова Семипалатинського губернського відділу Спілки робітничої просвіти.
У 1928—1929 роках — відповідальний секретар Жанасемейського районного комітету ВКП(б).
У 1929—1930 роках — інструктор Семипалатинського окружного комітету ВКП(б).
У 1930—1933 роках — студент Московського інституту гідротехнічного будівництва, закінчив два курси.
У 1933—1935 роках — начальник політичного відділу Кизил-Аскерского вівцерадгоспу в Північному Казахстані.
У 1935—1936 роках — начальник політичного сектора Петропавловського тресту радгоспів.
У 1936—1937 роках — завідувач відділу шкіл Північно-Казахстанського обласного комітету ВКП(б).
У 1937 році — 1-й секретар Айртауського районного комітету ВКП(б) Казахської РСР.
25 серпня 1937 — серпень 1938 року — прокурор Казахської РСР.
У 1938—1940 роках — директор Суворовського зернорадгоспу в Казахській РСР.
У 1940—1941 роках — директор Павлодарської обласної контори Казпостачпрому. У 1941 році — керуючий Акмолінської обласної контори сільгосппостачання. У 1941—1942 роках — уповноважений управління з евакуації при Акмолінському обласному виконавчому комітеті.
У 1942—1944 роках — голова виконавчого комітету Шортандинської районної ради депутатів трудящих Казахської РСР.
У 1944—1947 роках — заступник голови виконавчого комітету Кокчетавської обласної ради депутатів трудящих Казахської РСР.
У 1947—1952 роках — голова виконавчого комітету Айртауської районної ради депутатів трудящих Казахської РСР.
З 1953 роках — на пенсії.

## Нагороди
- орден Леніна
- орден Вітчизняної війни 1-го ст.
- ордени
- медалі